# Вајмар (Лан)
Вајмар (њем. Weimar) општина је у њемачкој савезној држави Хесен. Једно је од 22 општинска средишта округа Марбург-Биденкопф. Према процјени из 2010. у општини је живјело 6.961 становника. Посједује регионалну шифру (AGS) 6534020.

## Географски и демографски подаци
Вајмар се налази у савезној држави Хесен у округу Марбург-Биденкопф. Општина се налази на надморској висини од 195–250 метара. Површина општине износи 47,0 km². У самом мјесту је, према процјени из 2010. године, живјело 6.961 становника. Просјечна густина становништва износи 148 становника/km².

## Међународна сарадња
| Мјесто | Држава               | Врста сарадње | Од    |
| ------ | -------------------- | ------------- | ----- |
| Сотри  | Уједињено Краљевство | партнерство   | 1988. |
| Извор  |                      |               |       |